# توني باربييري
توني باربييري (بالإنجليزية: Tony Barbieri)‏ (و. 1963  م) هو كاتب سيناريو، وممثل أمريكي، ولد في فرامينغهام.

## وصلات خارجية
- توني باربييري على موقع IMDb (الإنجليزية)
- توني باربييري على موقع قاعدة بيانات الفيلم (الإنجليزية)

- توني باربييري في قاعدة بيانات الأفلام على الإنترنت